# پروشانکی
پروشانکی (به لاتین: Prušánky) یک منطقهٔ مسکونی در جمهوری چک است که در ناحیه هودونین واقع شده‌است. پروشانکی ۱۴٫۱۳ کیلومتر مربع مساحت و ۲٬۱۶۶ نفر جمعیت دارد و ۱۸۵ متر بالاتر از سطح دریا واقع شده‌است.